# Càl·lies de Calcis
Càl·lies de Calcis o Càl·lias de Calcis（grec antic: Καλλίας, llatí: Callias) fou un tirà de Calcis. Va succeir en la tirania al seu pare Mnesarc, juntament amb el seu germà Tauròstenes.
Es va aliar a Filip II de Macedònia perquè volia la seva ajuda contra Plutarc, tirà d'Erètria, i per estendre la seva autoritat a tota l'illa d'Eubea. Per això políticament va llençar una Lliga Eubea, amb un congrés general d'Eubea amb seu a Calcis. Plutarc va demanar ajut a Atenes i, tot i l'oposició de Demòstenes, es va enviar a l'illa un exèrcit dirigit per Foció, que va derrotar Càl·lies a Tamines el 350 aC.
Càl·lies va anar a la cort de Macedònia, però durant la seva estada va ofendre en algun moment el rei Filip i es va haver de retirar a Tebes. Tampoc no va aconseguir el favor dels tebans, i, per por d'un atac tebà i macedoni a Calcis, va canviar les seves aliances i va demanar ajut a Atenes, on Demòstenes es va mostrar favorable. Atenes va reconèixer la independència de Calcis i va transferir a aquesta ciutat estat les contribucions anyals (συντάξεις) que pagava Òreos a Atenes, i va rebre promeses d'assistència en homes i diners d'Acaia, Mègara, i de ciutats d'Eubea (343 aC) mentre Filip preparava el seu assalt a Ambràcia (promeses que mai es van fer efectives). Èsquines va atribuir el suport de Demòstenes a Càl·lies a un suborn, però això és dubtós, car és lògic que Demòstenes volgués un estat fort (l'illa d'Eubea unida) entre Atenes i Macedònia.
El 341 aC Foció va derrotar els promacedonis de l'illa a Erètria (Clitarc) i a Òreos (Filístides), i Càl·lies va assolir l'hegemonia de l'illa. Va viure almenys fins al 330 aC, quan Demòstenes proposava donar a Càl·lies i el seu germà Tauròstenes la ciutadania atenesa.